# Nordic Futsal Cup 2017
La Nordic Futsal Cup 2017 è la 4ª edizione della manifestazione. Si disputerà alla Stjørdalshallen di Stjørdal dal 5 al 9 dicembre 2017. Le cinque squadre partecipanti, tutte provenienti dai paesi nordici, saranno: Danimarca, Finlandia, Groenlandia, Norvegia e Svezia.

## Classifica
|  | Pos. | Squadra     | Pt | G | V | N | P | GF | GS | DR  |
|  | ---- | ----------- | -- | - | - | - | - | -- | -- | --- |
|  | 1.   | Finlandia   | 12 | 4 | 4 | 0 | 0 | 17 | 6  | +11 |
|  | 2.   | Danimarca   | 7  | 4 | 2 | 1 | 1 | 10 | 9  | +1  |
|  | 3.   | Norvegia    | 4  | 4 | 1 | 1 | 2 | 7  | 8  | -1  |
|  | 4.   | Svezia      | 3  | 4 | 1 | 0 | 3 | 10 | 16 | -6  |
|  | 5.   | Groenlandia | 2  | 4 | 0 | 2 | 2 | 9  | 14 | -5  |

### Risultati
| Stjørdal 5 dicembre 2017, ore 16:00 1ª giornata                                                                    | Finlandia | 6 – 1 referto | Svezia | Stjørdalshallen |
| \| \| \| \| \| Hosio 8'17'’, 34'22'’, 59'57'’ Junno 23'08'’, 39'41'’ Autio 24'24'’ \| Marcatori \| 6'47'’ Zhubi \| |           |               |        |                 |
| |           |               |        |                 |
| Hosio 8'17'’, 34'22'’, 59'57'’ Junno 23'08'’, 39'41'’ Autio 24'24'’                                                | Marcatori | 6'47'’ Zhubi  |        |                 |

| Stjørdal 5 dicembre 2017, ore 19:00 1ª giornata | Danimarca | 1 – 0 referto | Norvegia | Stjørdalshallen |
| \| \| \| \| \| Falck 8’ \| Marcatori \| \|      |           |               |          |                 |
|                                                 |           |               |          |                 |
| Falck 8’                                        | Marcatori |               |          |                 |

| Stjørdal 6 dicembre 2017, ore 16:00 2ª giornata | Danimarca | 4 – 3 referto                                 | Svezia | Stjørdalshallen |
| \| \| \| \| \| Mojab 18'53'’ Bothmann Hougaard 26'48'’ Jørgensen 29'27'’ Borum Larsen 29'55'’ \| Marcatori \| 19'30'’ Legiec 20'00'’ Zhubi 33'26'’ Nashabat \| |           |                                               |        |                 |
| |           |                                               |        |                 |
| Mojab 18'53'’ Bothmann Hougaard 26'48'’ Jørgensen 29'27'’ Borum Larsen 29'55'’                                                                                 | Marcatori | 19'30'’ Legiec 20'00'’ Zhubi 33'26'’ Nashabat |        |                 |

| Stjørdal 6 dicembre 2017, ore 19:00 2ª giornata | Finlandia | 4 – 1 referto | Groenlandia | Stjørdalshallen |

| Stjørdal 7 dicembre 2017, ore 16:00 3ª giornata | Norvegia | 1 – 3 referto | Finlandia | Stjørdalshallen |

| Stjørdal 7 dicembre 2017, ore 19:00 3ª giornata | Svezia    | 5 – 3 referto                                            | Groenlandia | Stjørdalshallen |
| \| \| \| \| \| Etéus 14'08'’ Delimedjac 17'08'’ Asp 27'26'’ Johnsson 34'44'’ Kadivar 36'07'’ \| Marcatori \| 6'19'’ Kreutzmann 27'14'’ Thorleifsen 33'35'’ Ezekiassen \| |           |                                                          |             |                 |
| |           |                                                          |             |                 |
| Etéus 14'08'’ Delimedjac 17'08'’ Asp 27'26'’ Johnsson 34'44'’ Kadivar 36'07'’                                                                                            | Marcatori | 6'19'’ Kreutzmann 27'14'’ Thorleifsen 33'35'’ Ezekiassen |             |                 |

| Stjørdal 8 dicembre 2017, ore 16:00 4ª giornata | Danimarca | 2 – 2 referto | Groenlandia | Stjørdalshallen |

| Stjørdal 8 dicembre 2017, ore 19:00 4ª giornata                                    | Norvegia  | 3 – 1 referto | Svezia | Stjørdalshallen |
| \| \| \| \| \| Valla Dønnem 12’ Ovesen 28’ Wiseth 39’ \| Marcatori \| 19’ Etéus \| |           |               |        |                 |
|                                                                                    |           |               |        |                 |
| Valla Dønnem 12’ Ovesen 28’ Wiseth 39’                                             | Marcatori | 19’ Etéus     |        |                 |

| Stjørdal 9 dicembre 2017, ore 13:00 5ª giornata | Finlandia | 4 – 3 referto | Danimarca | Stjørdalshallen |

| Stjørdal 9 dicembre 2017, ore 16:00 5ª giornata | Norvegia | 3 – 3 referto | Groenlandia | Stjørdalshallen |